# Сементковский, Ростислав Иванович
Ростислав Иванович Сементковский (1 января 1846 — 1 января 1918) — русский писатель, публицист, переводчик.

## Биография
Родился в семье потомственных дворян Царства Польского. В 1861 году поступил в Петропавловское немецкое училище (Петришуле) в Санкт-Петербурге. Выпускник юридического факультета Петербургского университета, был оставлен при кафедре полицейского права университета и, получив степень магистра, в начале 1870-х годов читал лекции государственного права в Училище правоведения.
С 1873 года посвятил себя публицистической деятельности, сначала печатался в газете «Новое время», редактируемой К. Трубниковым, затем в «Финансовом обозрении», «Биржевой газете», «Телеграфе», «Новостях», где в 1880—1890 годы вёл иностранный отдел. В 1890-х годах — сотрудник журналов «Исторический вестник» и «Нива», где регулярно помещал критические заметки под заглавием «Что нового в литературе».
С 1897 года — редактор журнала «Нива».
Ряд статей поместил также в «Русской Мысли», «Наблюдателе», «Вопросах философии и психологии», «Неделе» и др.
Обладая разносторонними знаниями, Сементковский писал статьи по вопросам государственного права, политической экономии, внешней политики, философии, эстетики, критики, истории литературы и, кроме того, является автором нескольких беллетристических произведений.
Сторонник умеренно-прогрессивных начал, был врагом партийных крайностей и одинаково резко выступал как против М. Н. Каткова, так и против сторонников идей 1860-х годов. В противовес широким программам последних, он примыкал к теории «маленьких дел», как лучшего способа обоснования русской культуры на прочном, практически осуществимом фундаменте.
Сементковский — сторонник самой широкой терпимости по отношению ко всем народностям, входящим в состав русского государства, но вместе с тем он придавал большое значение задачам укрепления русского престижа и внешнего могущества России. Был один из первых (ещё в конце 1870-х годов), кто высказал мысль о франко-русском союзе, которую с особенной настойчивостью проводил в политическом отделе «Новостей» и в отдельно изданной, под псевдонимом Ратов, книге «В ожидании войны». Книга сразу же была переведена на французский язык и привлекла к себе большое внимание как французской, так и (очень враждебное) немецкой печати.

## Избранные произведения и публикации
- «Взимание таможенных пошлин золотом и сельское хозяйство». (1876)
- «Польская библиотека» (1882, переводы и статьи по польскому вопросу)
- «В ожидании войны» (СПб., 1887)
- «Девичьи сны» (1888, 2-е изд., 1897, повесть)
- «Евреи и жиды» (1890, 2-е изд. 1897, повесть)
- «Наш вексельный курс» (1892)
- «М. Н. Катков, его жизнь и литературная деятельность» (1892)
- «Е. Ф. Канкрин. Его жизнь и государственная деятельность» (1893),
- «Князь Бисмарк, его жизнь и государственная деятельность» (1895)
- «Денис Дидро. Его жизнь и литературная деятельность» (1896)
- «Сочинения» в 3-х томах (1906)
  - т. 1: Русское общество и литература от Кантемира до Чехова.
  - т. 2: Русское общество и государство; Пересмотр господствующих у нас политических взглядов.
  - т. 3: Повести и рассказы; Русское общество и жизнь.

Для «Биографической библиотеки» Павленкова им написаны биографии Бисмарка, Дидро, графа Канкрина, Кантемира и М. Н. Каткова.
В 1871 году вышел его перевод «Науки о полиции» Роберта фон Моля. Под редакцией и с вступительными этюдами Сементковского появились книги: Бута «В трущобах Англии» (1891), Буажильбера «Крушение цивилизации» (1891), Карно «История французской революции» (1893), Нордау «Вырождение» (1894), Леруа-Больё «Евреи и антисемитизм» (1894), Лакомба «Социологические основы истории» (1895), Крживицкого «Антропология» (1896), Полана «Психология характера» (1896), Милля «Представительное правление» (1897), Принса «Организация свободы» (1897), Кейра «Характер и нравственное воспитание» (1897), Мицкевича и другие.
Издал и написал вступительную статью к «Собранию сочинений» Н. С. Лескова (1897). Был редактором издания «Польской библиотеки» (1892), «Рабочий вопрос, его значение в настоящем и будущем» Ф. Ланге (1892), романа «Долой оружие!» Б. фон Зутнер (1893) и других.